# Volovljek
Volovljek (1029 m n.p.m.) – przełęcz między Górną Krainą i Styrią.
Przełęcz znajduje się na dziale wodnym między Kamnišką Bistricą i Savinją na wschodnim krańcu Alp Kamnicko-Sawińskich. Przez przełęcz wiedzie droga asfaltowa, która pod miejscowością Podlom niecały kilometr pod przełęczą Črnivec odbija od drogi Stahovica – Gornji Grad. Droga najpierw prowadzi nad miejscowością Kališe koło gotyckiego kościoła św. Achacego i po czterech kilometrach osiąga przełęcz Volovjek.
Przełęcz Volovjek jest naturalną granicą między Górna Krainą i Styrią. Na wschód granica ciągnie się do Kranjskiej rebri (1435 m n.p.m.), Plešivca i przełęczy Črnivec (902 m n.p.m.), na zachód zaś na Malą i Veliką Planinę oraz dalej przez Konja (1803 m n.p.m.) do przełęczy Presedljaj.
Na przełęczy Volovjek jest skrzyżowaniem dróg. Jedna wiedzie na zachód na Veliką Planinę, druga na wschód na Kašną planinę (1250 m n.p.m.) i dalej pod Kranjską rebrą i Plešivcem na przełęcz Černivec. Droga, którą przyszliśmy, kontynuuje do doliny Podvolovjeku i po 10 kilometrach osiąga Luče, gdzie dołącza do drogi Dolina Logarska – Ljubno ob Savinji.
Święty Achacy był ulubionym patronem regionu Krainy. Poświęcono mu wiele kościołów, do nich należy także ten w Kališach. Dokładna data, kiedy kościół został zbudowany, nie jest znana, po raz pierwszy zaś wzmiankuje się w 1526. Kościół przez wieki zmieniał formę, współczesna jest z 1753. Swój ślad zostawił w nim w 1772 słoweński malarz barokowy, Janez Potočnik. Dzwonnica, która stoi po południowej stronie kościoła, została wybudowana w 1760. Podczas I wojny światowej na potrzeby wojska usunięto wszystkie trzy brązowe dzwony, które w 1924 zastąpiono nowymi.

## Szlaki

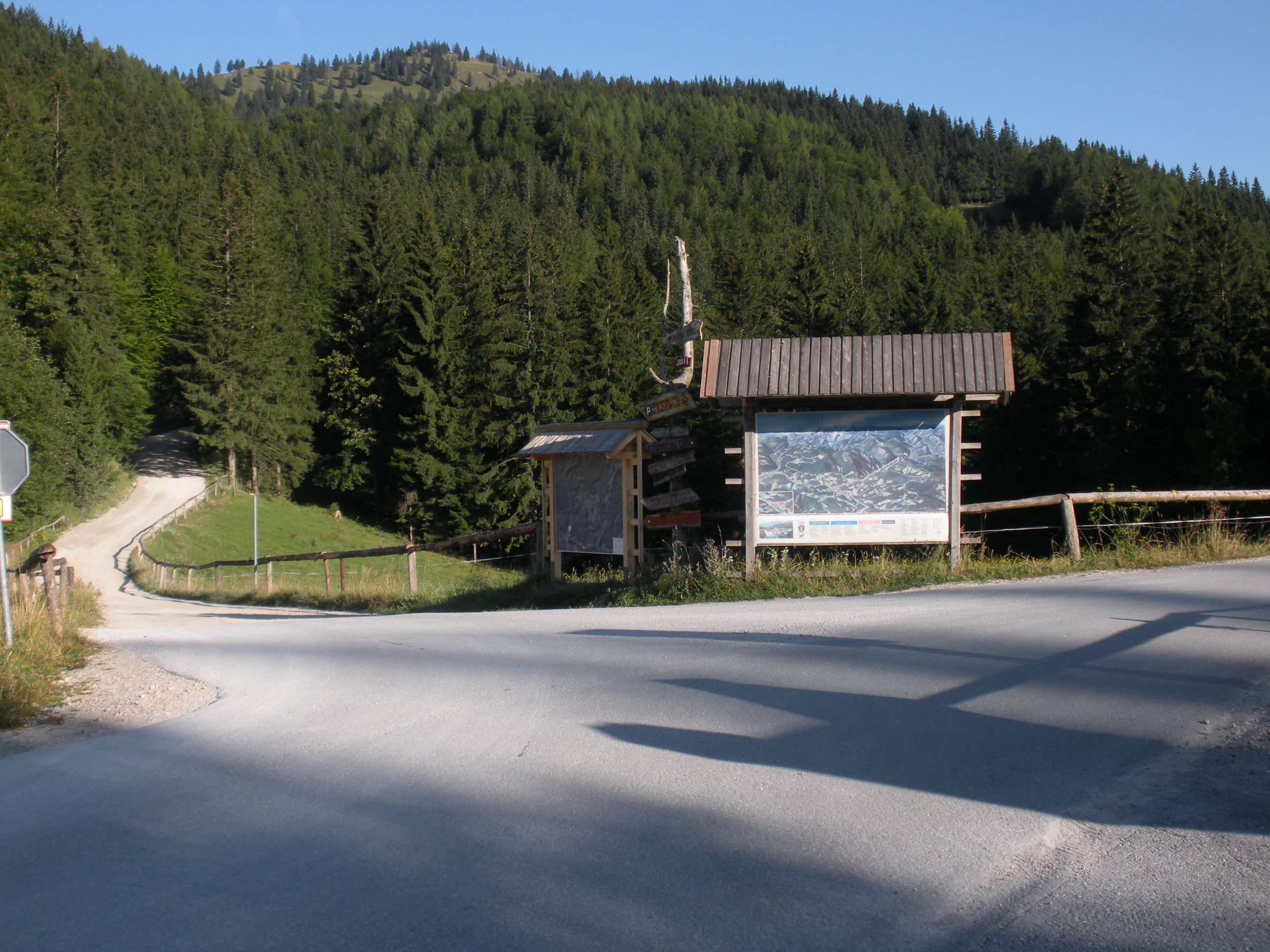
Dojazd na przełęcz z Kamnika

- Na Veliką planinę (1½ godziny)
- Na Kašną planinę (1 godzina)
- Na Veliki Rogatec (1557 m n.p.m.)